# Юдт, Юри
Юри Юдт (нем. Juri Judt; 24 июля 1986, Караганда, Казахская ССР, СССР) — немецкий футболист, полузащитник клуба «Рот-Вайсса» из Эрфурта.

## Карьера
В Бундеслиге дебютировал 15 августа 2009 года во втором туре в матче против франкфуртского «Айнтрахта». Юдт вышел на замену на 82-й минуте вместо Хавьера Пинолы. Тот матч закончился со счётом 1:1.
20 июня 2012 года Юри перешёл в «РБ Лейпциг», команду, представляющую Региональную лигу «Север».